# Powiat Ishikawa
Powiat Ishikawa (jap. 石川郡 Ishikawa-gun) – powiat w Japonii, w prefekturze Fukushima. W 2024 roku liczył 35 393 mieszkańców.

## Miejscowości
- Asakawa
- Furudono
- Ishikawa
- Hirata
- Tamakawa